# Městská občina Koper
Městská občina Koper (slovinsky Mestna občina Koper, italsky Comune città di Capodistria) je jednou z 212 občin ve Slovinsku. Nachází se v Pobřežně-krasovém regionu na území historického Přímoří. Občinu tvoří 104 sídel, její rozloha je 303,2 km² a k 1. lednu 2017 zde žilo 51 361 obyvatel. Správním střediskem občiny je město Koper.

## Členění občiny
Občina se dělí na sídla: Abitanti, Babiči, Barizoni, Belvedur, Bertoki, Bezovica, Bočaji, Bonini, Boršt, Bošamarin, Brezovica pri Gradinu, Brežec pri Podgorju, Brič, Butari, Cepki, Cerej, Dekani, Dilici, Dol pri Hrastovljah, Dvori, Čentur, Čežarji, Črni Kal, Črnotiče, Fijeroga, Gabrovica pri Črnem Kalu, Galantiči, Gažon, Glem, Gradin, Gračišče, Grinjan, Grintovec, Hrastovlje, Hrvatini, Jelarji, Kampel, Karli, Kastelec, Kolomban, Koper, Koromači-Boškini, Kortine, Kozloviči, Koštabona, Krkavče, Krnica, Kubed, Labor, Loka, Lopar, Lukini, Manžan, Marezige, Maršiči, Močunigi, Montinjan, Movraž, Olika, Osp, Peraji, Pisari, Plavje, Pobegi, Podgorje, Podpeč, Poletiči, Pomjan, Popetre, Prade, Praproče, Predloka, Pregara, Premančan, Puče, Rakitovec, Rižana, Rožar, Sermin, Sirči, Smokvica, Socerb, Sočerga, Sokoliči, Spodnje Škofije, Srgaši, Stepani, Šalara, Šeki, Škocjan, Šmarje, Sveti Anton, Tinjan, Topolovec, Trebeše, Triban, Trsek, Truške, Tuljaki, Vanganel, Zabavlje, Zanigrad, Zazid, Zgornje Škofije, Župančiči.